# کبوتر چلاق
کبوتر چلاق (اسپانیایی: El palomo cojo‎)
یک فیلم اسپانیایی به کارگردانی خائیمه د آرمینیان محصول سال ۱۹۹۵ است.